# La pata de elefante

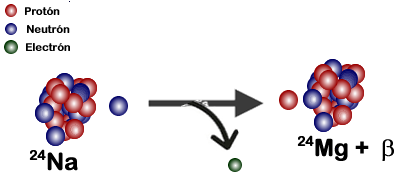
Descomposición radiactiva

La pata de elefante o pie de elefante es una masa extremadamente radiactiva compuesta de corio formada durante el accidente de Chernóbil, en abril de 1986, y fue descubierta en diciembre del mismo año.

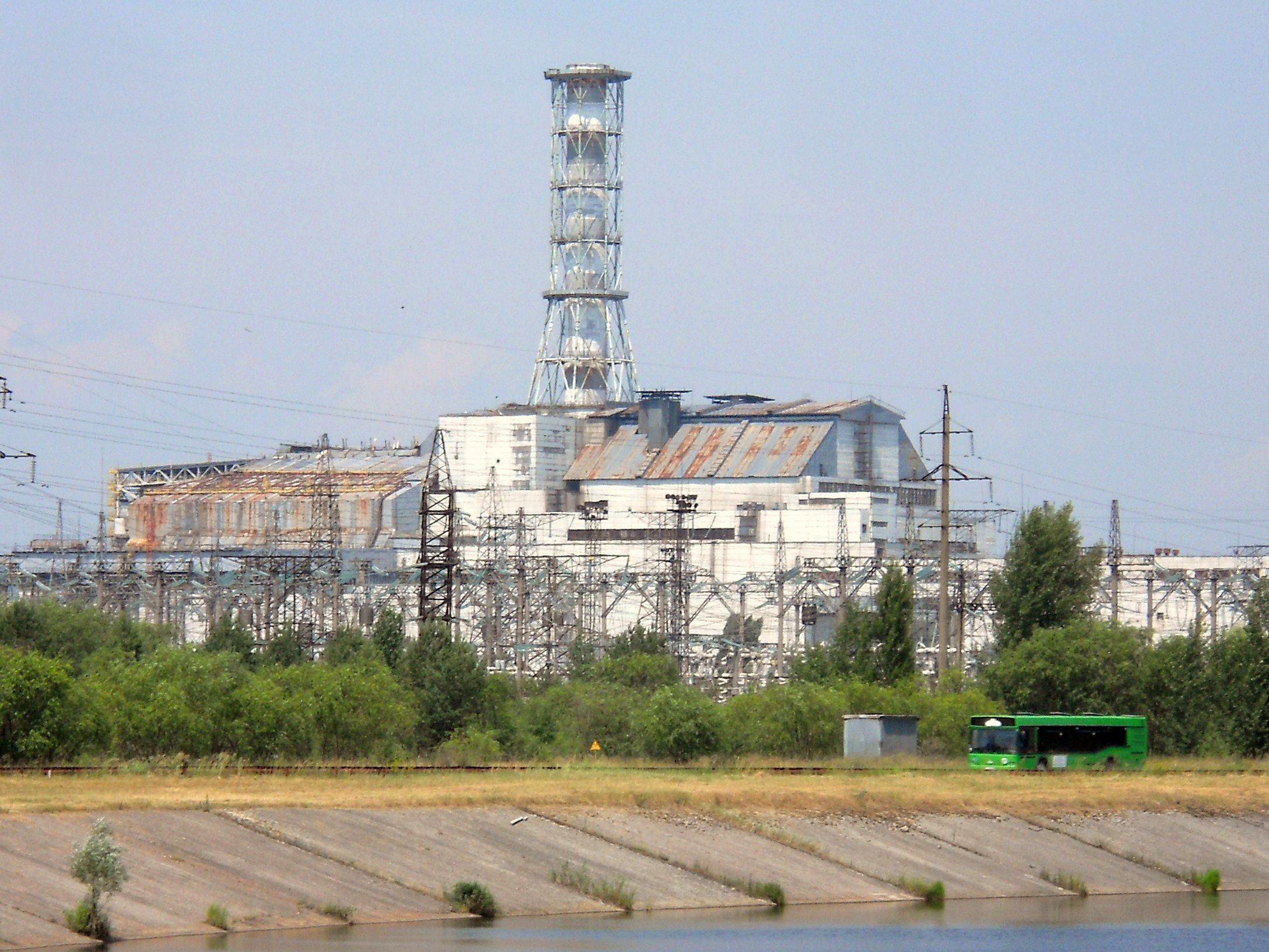
central nuclear de Chernóbil

Su nombre lo obtiene debido a su arrugada apariencia y forma, características del pie de un elefante. La masa se encuentra debajo del reactor número cuatro de la central nuclear de Chernóbil.
El pie del elefante es una gran masa de corio negro con muchas capas, que se asemejan externamente a la corteza de los árboles y vidrio. En junio de 1998, las capas externas de la masa comenzaron a convertirse en polvo y toda la masa comenzó a agrietarse. La masa ha penetrado a través de al menos dos metros de hormigón armado pero a partir de 2016 ha dejado de moverse. Dicha masa todavía irradia calor porque hay una desintegración natural en curso. Se creía que pudiese penetrar el hormigón por lo que podría alcanzar las aguas subterráneas y causar un escape catastrófico de sustancias radiactivas en las lagunas cercanas.

## Letalidad
El nivel de radiación estando cerca de la masa fue de aproximadamente diez mil roentgens/hora, una dosis de radiación letal.
Se sabe que la exposición del cuerpo humano a la pata de elefante a una distancia de un metro produce, en el transcurso de treinta segundos, mareos; pasados los dos minutos, hemorragias internas seguidas de graves erupciones en la piel y descomposición de la materia celular hasta que, finalmente, a los dos días, se produce la muerte del individuo.

## Composición
Está compuesto principalmente de dióxido de silicio, con rastros de uranio. La masa es en gran parte homogénea, aunque el vidrio de silicato despolimerizado contiene ocasionales granos cristalinos de circón. Estos granos de circón no son alargados, lo que sugiere una tasa de cristalización moderada. Mientras que las dendritas de dióxido de uranio crecieron rápidamente a altas temperaturas dentro de la lava, el circón comenzó la cristalización durante el enfriamiento lento de la lava. A pesar de que la distribución de las partículas portadoras de uranio no es uniforme, la radiactividad de la masa se distribuye uniformemente.
En el momento de su descubrimiento, unos ocho meses después de su formación, la radiactividad cerca de la pata de elefante era de aproximadamente 8000 a 10 000 roentgens , o de 80 a 100 grays por hora, liberando una dosis letal de radiación 50/50 (4,5 grays) en cinco minutos. Desde entonces, la intensidad de la radiación ha disminuido tanto que, en 1996, la Pata de Elefante fue visitada por el subdirector del Proyecto Nuevo Confinamiento Seguro , Artur Korneyev, [a] quien tomó fotografías usando una cámara automática y una linterna para iluminar la habitación por lo demás oscura.